# روز باکسینگ

روز باکسینگ (به انگلیسی: Boxing day) یک روز تعطیل عمومی در اتحادیه کشورهای همسود بویژه انگلیس، استرالیا، نیوزلند و کانادا است. این روز که در ۲۶ دسامبر هر سال میلادی جشن گرفته می‌شود یک روز پس از کریسمس است و اغلب کشورهای مذکور روزهای کریسمس و باکسینگ را تعطیل و جشن می‌گیرند.

## نام‌شناسی
هرچند علت اصلی نامگذاری این روز معلوم نیست اما عقیده بر آن است که ریشه آن box به معنای جعبه است که اشاره به جعبه هدایای کریسمس دارد. در گذشته در این روز هدایایی به کارمندان زیردست و افراد فقیر داده می‌شده است.

## تجارت
روز باکسینگ امروزه به یکی از روزهای تجاری مهم در کشورهای مذکور تبدیل شده است به گونه‌ای که حراجیهای سرتاسری در بسیاری از کشورهای مذکور در این روز انجام می‌گیرد.